# アルベルト・ルスナーク
アルベルト・ルスナーク（Albert Rusnák 、1994年7月7日 - ）は、チェコ出身のスロバキア代表プロサッカー選手。シアトル・サウンダーズFC所属。ポジションはMF。

## クラブ経歴
FC VSSコシツェの下部組織でプレーをはじめ、2010年7月にマンチェスター・シティFCのアカデミーに入団。
2013年8月30日、EFLリーグ1のオールダム・アスレティックAFCにレンタル移籍。翌31日のトレンメア・ローヴァーズFC戦で途中出場しプロデビュー。
2014年1月21日、EFLチャンピオンシップのバーミンガム・シティFCにレンタル移籍。
2014年7月25日、エールディヴィジのSCカンブールにレンタル移籍。
2014年12月18日、FCフローニンゲンに完全移籍。
2017年1月6日、レアル・ソルトレイクに移籍。

## 代表歴
各年代でスロバキア代表に選出されている。
2016年11月15日、オーストリア代表との親善試合でフル代表デビュー。2018年3月22日、バンコクで開催されたキングスカップのUAE代表戦で代表初ゴール。

### 代表戦でのゴール
2019年3月21日現在
| No | 開催日         | 開催地     | 対戦国           | 得点 | 試合結果 | 試合概要                      |
| -- | -------------- | ---------- | ---------------- | ---- | -------- | ----------------------------- |
| 1. | 2018年3月22日  | バンコク   | アラブ首長国連邦 | 1–0  | 2–1      | キングスカップ                |
| 2. | 2018年9月5日   | トルナヴァ | デンマーク       | 2–0  | 3–0      | 親善試合                      |
| 3. | 2018年10月16日 | ソルナ     | スウェーデン     | 1–1  | 1–1      | 親善試合                      |
| 4. | 2018年11月16日 | トルナヴァ | ウクライナ       | 1–0  | 4–1      | UEFAネーションズリーグ2018-19 |
| 5. | 2019年3月21日  | トルナヴァ | ハンガリー       | 2–0  | 2–0      | UEFA EURO 2020予選            |
| 6. | 2021年11月14日 | タカリ     | マルタ           | 1–0  | 6–0      | 2022 FIFAワールドカップ予選   |
| 7. | 2021年11月14日 | タカリ     | マルタ           | 3–0  | 6–0      | 2022 FIFAワールドカップ予選   |

## タイトル

### クラブ
FCフローニンゲン
- KNVBカップ: 2014-15